# Wola Sernicka
Wola Sernicka (dawniej Wola Syrnicka, Sernicka Wola) – wieś w Polsce położona w województwie lubelskim, w powiecie lubartowskim, w gminie Serniki.
| SIMC    | Nazwa   | Rodzaj    |
| ------- | ------- | --------- |
| 0391087 | Zagrody | część wsi |

Wieś szlachecka położona była w drugiej połowie XVI wieku w powiecie lubelskim województwa lubelskiego. Za Królestwa Polskiego istniała gmina Wola Syrnicka. W latach 1975–1998 miejscowość położona była w województwie lubelskim.
Wieś stanowi sołectwo gminy Serniki. Według Narodowego Spisu Powszechnego z roku 2011 wieś liczyła  mieszkańców.
Wierni Kościoła rzymskokatolickiego należą do parafii św. Marii Magdaleny w Sernikach.

## Historia
W wieku XIX wieś z folwarkiem i dobra nad rzeką Wieprzem w powiecie Lubartowskim, gminie i parafii Serniki, odległa 4 wiorsty od Lubartowa, Wieś posiadała gorzelnię, młyn wodny. Dobra Sernicka Wola rozległe na 4502 mórg składały się w 1881 roku z folwarku: Sernicka Wola, wsi Serniki i wsi Czerniejów oraz nomenklatury Marysin.
W roku 1676 wieś Wola Sernicka stanowiła własność podzieloną: w części Drohojewskiego, dawano pogłówne od 14 osób dworskich i 235 poddanych. Latoszyński płacił od 5 osób z rodziny i jednego dworskiego (Pawiń., Małop.,43a).
Według spisu z roku 1827 wieś Wola Syrnicka miała 149 domów i 987 mieszkańców.  Według Narodowego Spisu Powszechnego z roku 2011 wieś liczyła 968 mieszkańców.